# Silver Swan (automat)
Silver Swan, är en automat (grekiska automatos, frivillig, självgående) från 1700-talet som finns på Bowes Museum, i Barnard Castle, Teesdale, County Durham i Storbritannien. Museets grundare John Bowes inhandlade den av en parisisk juvelerare år 1872.
Svanen, som är naturlig storlek, drivs av ett urverk som även innefattar en speldosa. Svanen sitter i en "ström" som är gjord av glasstavar och är omgiven av silverblad. Små fiskar av silver kan ses "simma" i strömmen. 
När urverket dras upp spelar speldosan och glasstavarna roterar och ger på så vis illusionen av strömmande vatten. Svanen vänder även huvudet från sida till sida och putsar sig. Efter en stund märker svanen fiskarna som simmar runtomkring och den böjer sig ner för att fånga och äta en. Svanens huvud återvänder sedan till upprätt läge och uppvisningen, som har varat i cirka 32 sekunder är därmed över. För att bevara mekanismen i svanen dras den endast upp en gång om dagen. 
Mekanismen designades och byggdes av John Joseph Merlin (1735-1803) i samarbete med uppfinnaren James Cox (1723-1800) år 1773. 
Svanen beskrevs 1773 i en brittisk parlamentsakt som varande 91 centimeter i diameter och 5,49 meter hög. Detta tyder på att det en gång fanns mer av svanen än vad som återstår idag, då den inte längre är så hög. Det sägs att det ursprungligen fanns ett vattenfall bakom svanen, som stals medan den var på turné. Detta skulle kunna förklara den höjd som nu "saknas".
Det är känt att svanen sålts flera gånger och även visades upp på Världsutställningen 1867 i Paris. Den amerikanska författaren Mark Twain beskådade svanen och nedtecknade sin observation i ett kapitel i boken The Innocents Abroad (1869), där han beskriver att svanen "had a living grace about his movement and a living intelligence in his eyes."
Enligt Bowes Museum är svanen deras mest kända artefakt, och utgör även grunden för museets logotyp. 